# ماتيو غوميز
ماتيو غوميز (بالفرنسية: Mathieu Gomes) (6 مارس 1985 ببايون في فرنسا - ) هو لاعب كرة قدم فرنسي في مركزي الدفاع والظهير. لعب مع نادي سالامانكا.

## وصلات خارجية
- ماتيو غوميز على موقع قاعدة بيانات كرة القدم.إي يو (الإنجليزية)
- ماتيو غوميز على موقع Soccerway.com (الإنجليزية)
- ماتيو غوميز على موقع عالم كرة القدم.نت (الإنجليزية)